# Gérard Edelinck

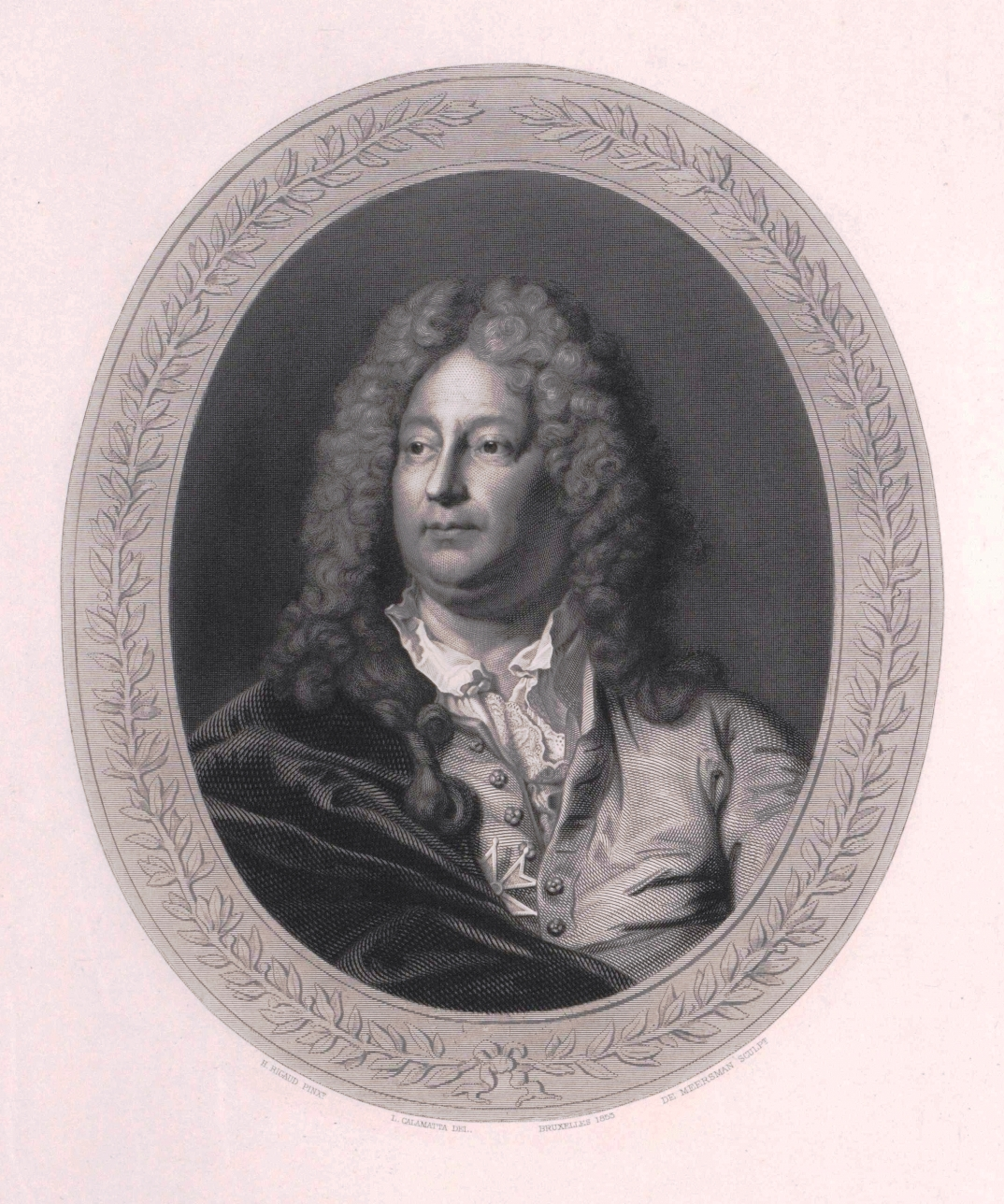
Gérard Edelinck

Gérard Edelinck, född 1649, död 1707, var en flamländsk-fransk grafiker.
Edelinck kallades 1665 till Paris där han snart intog ställningen som den främsta bland Ludvig XIV:s gravörer. Edelincks över 400 kopparstick, därav många i stort format, omfattade en mängd porträtt, bland annat 14 av Ludvig XIV, samt religiösa motiv efter Rafael, Leonardo da Vinci, Guido Reni, Philippe de Champaigne och dessutom bataljscener och allegorier efter Peter Paul Rubens och Charles Le Brun. Hans grafiska blad utmärker sig för en rikt växlande ton och teknisk fulländning.